# ドスタ・ディモフスカ
ドスタ・ディモフスカ（Dosta Dimovska、Доста Димовска、1954年2月17日 - 2011年4月4日）は、マケドニア共和国の政治家、詩人。スコピエ出身。
聖キリル・メトディウス大学 (通称スコピエ大学)卒。1991年に内部マケドニア革命組織・マケドニア国家統一民主党よりマケドニア共和国議会の議員へと立候補し、初当選。1998年にはリュブチョ・ゲオルギエフスキ首相のもとで、副首相に立候補している。1999年12月から2002年5月までは総務大臣を務めている。